# Octavo día
«Octavo día» es una canción escrita y producida por la cantante colombiana Shakira para su cuarto disco de estudio y el segundo oficial, ¿Dónde están los ladrones? (1998). En esta canción se expresa por primera vez (antes de «How Do You Do») la opinión de la cantante sobre Dios.

## Información de la canción
La letra describe cómo, en el octavo día, Dios decide tomar un descanso tras crear el mundo, pero al regresar encuentra su creación hecha un desastre. También se mencionan a otras personas como Michael Jackson, Bill Clinton y al personaje Tarzán.
No se realizó ningún vídeo para la canción, por lo que fue sólo promocionada por radio. Se encuentra en el desenchufado o unplugged que la artista lanzó en 2000 y también en el DVD Live & Off the Record, del Tour de la Mangosta.

## Presentaciones
Shakira interpretó el tema en el Tour Anfibio y el Tour de la Mangosta. En este último, en las pantallas había un vídeo en blanco y negro de George W. Bush y Saddam Hussein jugando ajedrez, y algunos de los músicos usaban máscaras de Richard Nixon y Fidel Castro. Shakira quería expresar un mensaje más complejo que sólo criticar la guerra en Irak.
De todos modos, algunos miembros de la audiencia estaban confundidos con las críticas que la canción presentaba. El "Philadelphia Inquirer" dijo que era un show atípico, pero se rescataba el mensaje "que nuestros líderes se están devaluando  en sí mismos".
Durante el vídeo de Bush y Hussein, estos "personajes" se vuelven malos y violentos, y empiezan a jugar con bombas nucleares en vez de con piezas de ajedrez. La muerte aparece detrás de estas marionetas y mueve y controla sus piolines. Shakira dice en el concierto que los cantantes de pop no hablan mucho de política, pero que, en este caso, su tour tenía una visión política. " (Algunos) piensan que los cantantes están hechos para entretener. Punto. No lo veo de esa forma" dijo la cantante en su show en el Reino Unido.
El simbolismo del vídeo era que Bush y Hussein estaban tratando a la guerra como un juego, así como no tratarla con la importancia necesaria.

## Recepción
En un reportaje a MTV dijo que algunas veces los gobernantes no representan al pueblo ni toman las decisiones correctas porque "los gobiernos están controlados por unos pocos". El vídeo y la canción concluyen en una cita de Jimi Hendrix en la pantalla:

"Cuando el poder del amor venza al amor del poder, el mundo verá la paz."
Jimi Hendrix

En una parte instrumental de la canción, Shakira dice:

"Pop stars are not supposed to stick their noses into politics. I don't know if that's accurate or not, but tonight, I don't want to talk about politics...or politicians... I prefer to talk about something that is above all that...love. Because love is lacking leaders, and leaders are lacking love. Why is it so difficult to love each other and understand each other? I wonder. For example, would you hold the hand of the person standing next to you right now, even if you don't know him... and would you tell him that you love him? Would you forgive him? Can you love him? Can you love her? Can you love me? Can you love her, and him, and him(...) ?"
Shakira

A lo que traduce:

Se supone que las estrellas de pop no deberían hablar de política. No sé si eso es cierto o no, pero esta noche no voy a hablar de política... ni políticos. Prefiero hablar de algo que está por encima de eso... del amor. Porque al amor le hace falta líderes, y a nuestros líderes les hace falta amor. Ellos usan el odio para lograr sus fines. Por qué es tan difícil amarse, me pregunto. Podemos revelarnos... sí, podemos. Amando. Por ejemplo, ¿podrían tomar la mano de quien está al lado suyo ahora, aunque no lo conozcan... y le pueden decir que lo aman? ¿Que lo perdonan? ¿Pueden amarlo? ¿Pueden amar a ella? ¿Pueden amarme a mí? ¿Pueden amar a él, o a él, o a él, o a él...?
Shakira

## Premios
- En el año 2000, Shakira fue nominada en los Latin Grammys para la "Mejor grabación femenina de rock", premio que finalmente ganó.[3]